# امامزاده روشن‌آباد
امامزاده روشن آباد مربوط به سدهٔ ۹ ه‍.ق است و در شهرستان گرگان، بخش مرکزی ـ روستای روشن آباد واقع شده و این اثر در تاریخ ۲۰ خرداد ۱۳۲۱ با شمارهٔ ثبت ۳۵۸ به‌عنوان یکی از آثار ملی ایران به ثبت رسیده‌است. این بنا در حدود ۱۵ ‪کیلومتری بین مسیر گرگان به کردکوی در نزدیکی روستای سرکلاته کفشگیری و دورود محله در وسط باغ مشجر و قبرستانی به همین نام قرار دارد.

## مشخصات بنا
این بنا دارای بقعه بوده که دارای رواق و حرم چهار گوش و گنبد ساقه‌دار و مدور است. ساختمان اصلی این بنا به قرن نهم هجری قمری تعلق دارد.دو لنگه در نفیس آن تاریخ سال هشت صد و شصت و پنج هجری قمری را دارد. این بنا در نتیجه تعمیرات دوره‌های بعد به صورت جدیدی درآمده‌است. صندوق روی مرقد دارای تاریخ هشت صد و هفتاد و پنج هجری قمری است و نام سازنده آن، استاد حاجی عبدالله که به خط رقاع بر روی آن حک شده‌است. این بنا تحت شماره سیصد و پنجاه و هشت به ثبت تاریخی رسیده‌است.
قدیمی‌ترین وقف‌نامه موجود در استان گلستان متعلق به امامزاده عبدالله و فضل‌الله روشن‌آباد است. این وقف‌نامه در ماه ذیقعده سال ۹۰۰ هجری قمری بوده و واقف آن «امیر سید رضی‌الدین» است. در کنار این امامزاده مدفن علما (از جمله مقبره  روشنی یساقی) و شهدای اطراف نیز وجود دارد.